# Миљко Петровић Рижа
Миљко Петровић Рижа (Драгосињци код Краљева, 1902 — Краљево, 1968) био је српски индустријалац и један од најбогатијих људи у Краљеву у периоду између два светска рата. Главни извор његовог богатства су биле стругаре, али је поред њих поседовао и велики број локала и других некретнина. Међутим, комунистички режим га је 1945. године осудио на губитак грађанске и националне части и конфисковао му је сву имовину. 

## Биографија
Миљко Петровић Рижа рођен је 1902. године у селу Драгосињци код Краљева. Петровићев отац Игњат важио је за једног од најимућнијих људи у селу, а породица није своје богатство градила помоћу земљорадње, већ помоћу различитих послова (воденице, ваљаонице за сукно, кафане и дућана). Већ је Игњат Петровић био нови тип предузетника, односно припадао је оном слоју сељака који су новац почели да улажу и у индустријску производњу и друге делатности. Као ни његовог оца, земљорадња није много интересовала ни Миљка. Још у раној младости, иако је имао само два разреда основне школе, Миљко је испољавао велики таленат за иновацију, што му је касније знатно помогло у стицању богатства. Тако је преправио породичну воденицу-поточару, направивши једну ваону (воденички точак) пречника 16 метара са системом кофица, који је подсећао на долап. Како је оваква воденица могла да ради и када су остале поточаре морале да обуставе свој рад због ниског водостаја, и мештани околних села су почели да доносе кукуруз и пшеницу у Миљкову воденицу.
Када је Миљко имао 19 година оженио се две године млађом Савком Камиџорац из оближњег села Мељанице. Због незадовољства оца и браће Миљко је са својом супругом морао да напусти очеву кућу. Уз помоћ свог таста Милана, бившег председника општине каменичке, Миљко је узео у закуп стругару у Церовику, власништво краљевачког богаташа Петра Богавца, у којој је претходно радио као рабаџија. Миљко је реновирао тада запуштену стугару и прокрчио је пут до шумског забрана. Посао је кренуо набоље након повезивања Петровића са извесним трговцем из Солуна, Димом, који је претходно сарађивао са Богавцем. Пошто је Дима почео да откупљује велике количине дрвне грађе, Миљко је дошао на идеју да тај новац уложи у подизање нове стругаре, овог пута у Рисовцу, на планини Чемерно, где су се налазили велики шумски комплекси. Главни проблем везан за нову стругару је био како пронаћи начин на који би се дрвна грађа транспортовала до железничке станице Добре Стране, која се налазила на прузи Краљево-Рашка. Миљко је дошао на идеју да подигне тзв. водену рижу, којом би се дрвна грађа транспортовала до железничке станице уз помоћ снаге воде. Трошкови изградње риже били су врло високи и износили су око 2 милиона динара. По овом решењу је Миљко постао познат под надимком Рижа. У штампи тог времена се о њему писало као о генију, а захваљујући воденој рижи транспорт је био јефтинији, због чега су дрва из Рижине стругаре била два и по пута јефтнија него на краљевачкој пијаци.
Како је Рижино богатство расло, он се 1935. године одлучио на премештање седишта своје фирме у Краљево. Новац је улагао пре свега у некретнине, купујући локале, плацеве, куће и шумске комплексе. Током друге половине тридесетих година подигао је још једну водену рижу, која је повезивала стругару на Гочу и железничку станицу Сокоља. У Краљеву је 1940. године изградио модерну стругару на парни погон. Непосредно пред избијање Другог светског рата у Југославији, Миљко Петровић Рижа је запошљавао око 3000 радника. Своје богатство је користио и за бављење политиком, па је 1936. године био изабран за председника општине каменичке. Био је и председник месног одбора Југословенске радикалне заједнице у Каменици, па се на изборима децембра 1938. године кандидовао испред ове странке за народног посланика за срез Жички. Иако је добио мандат, освојио је свега 11,2% гласова.

## Други светски рат и послератно одузимање имовине
Током Другог светског рата, немачке окупационе власти су га прогласиле масоном и једним од организатора напада на Краљево, јер је априла 1941. године побегао са децом из града на Гоч, где су се током јесени налазиле бројне устаничке јединице. Његову супругу Савку Немци су затворили као таоца у краљевачки Лагер (у кругу Железничке радионице). Рижа је био ухапшен у октобру 1941. у Београду и био је подвргнут тортури, а сва покретна имовина му је конфискована. Захваљујући предратним везама са београдским политичким круговима, ослобођен је и имовина му је била враћена, али под условом да све своје производне капацитете стави у службу Недићеве владе. Немци су приликом повлачења у јесен 1944. године у потпуности разорили његову стругару у Краљеву.
Након успостављања новог, комунистичког режима, Петровић је био проглашен за народног непријатеља, а имовина му је била конфискована. Том приликом је начињен попис његове имовине, из кога се може видети колико је било његово богатство пре рата. Он је поседовао: стругару у Краљеву, хотеле Југославију и Национал, шест плацева у Краљеву са по неколико дућана на сваком, две зграде у Каменици у којима се налазила мала хидроцентрала, зграду у Сокољи, зграду и пекару у Каменици, воденицу у Глоговцу, две зграде у Богутовцу, магацин код железничке станице Добре Стране, три стругаре на водени погон, водену рижу у Рисовцу, железничку пругу на Гочу, као и неколико ливада, њива, пашњака и шума. Заједно са Петром Богавцем купио је 50% акција Шумадијске банке у Београду, а поред тога сам је поседовао 45% акција Краљевске привредне банке.
Како би избегао комунистичке чистке, провео је 5 месеци скривајући се по околним селима. Чувши да су образовани народни судови, сам се предао властима. Прво је био у истражном затвору Озне у Краљеву (од 29. марта до 2. априла 1945), а онда у затвору Озне у Чачку, све до суђења пред Судом за суђење злочина и преступа против српске националне части, 2. јуна 1945. године. Суђење пред Војним судом (који је изрицао строже казне) је избегао захваљујући помоћи Слободана Пенезића Крцуна, ког је Рижа према неким подацима спасао 1941. године из затвора у Краљеву. Још један разлог због ког је Рижа био изведен пред суд је и сукоб са Драгутином Шошићем. Наиме, Шошић је био заљубљен у Рижину кћер, а Миљко Петровић га је 1943. године пријавио окупационим властима сазнавши да је намеравао да му отме кћер, због чега је Шошић послат на принудни рад у Немачку. Како је Шошић крај рата дочекао као капетан НОВЈ-а, то је искористио за личну освету и пријавио је Миљка Петровића. Током суђења Петровић није порицао да је његово предузеће радило током окупације, али је додао да је новац који је предузеће зарадило давао као помоћ сиромашнима, што су потврдили појединци и групе десетинама писаних изјава. Петровић је такође фиктивно запошљавао поједине раднике како не би били послати на принудни рад у Борски рудник. Одлуком суда био је осуђен на трајни губитак националне и грађанске части и 7 година тешког принудног рада у корист државе, а сва имовина му је била одузета.
Поред Миљка Петровића, на служење затворске казне били су осуђени и његов син Драгутин и кћер Верица. Драгутин је кажњен због организовања бекства из Југословенске армије, а Верица због организовања илегалне антикомунистичке организације. Миљкова супруга Станка је остала сама да брине о двоје мале деце, а како би могла да издржава породицу радила је неколико послова, укључујући и посао чистачице у бившој фабрици свог мужа. Године 1947. Миљко и његова деца су били помиловани. Средином педесетих година Петровић је радио на експлоатацији шума у Црног Гори, али му је посао био одузет када се показао као пословно умешан. Пред крај живота пкушавао је да добије помиловање како би му била враћена одузета грађанска част и како би му био призант радни стаж, али без успеха. Миљко Петровић Рижа је преминуо у Краљеву 1968. године.